# Teoria integrale
La teoria integrale è il tentativo di Ken Wilber di collocare un'ampia varietà di teorie e pensatori in un unico quadro. Viene rappresentato come una "teoria di tutto" ("Totalità vivente di materia, corpo, mente, anima e spirito"), che cerca di "raggruppare un certo numero preesistente di paradigmi in una rete integrata di approcci che si arricchiscono a vicenda". Pur attraendo l'attenzione di determinate subculture, le idee di Wilber sono state generalmente ignorate in ambito accademico.

## Origini e background

### Origini
La "teoria integrale" di Ken Wilber risale agli anni settanta, con la pubblicazione di The Spectrum of Consciousness, un tentativo di integrare le tradizioni religiose orientali con la teoria degli stadi strutturali, una modellizzazione in sede psicologica che descrive lo sviluppo umano come un processo che si dispiega attraverso determinati stadi.
Le idee di Wilber sono diventate sempre più inclusive nel corso degli anni, incorporando ontologia, epistemologia e metodologia. Rielaborando le teorie di Aurobindo, di Gebser, nonché riferendosi agli scritti di molti altri autori, Wilber ha creato un modello teorico da lui denominato AQAL, "Tutti i quadranti, tutti i livelli".

### Background

#### Sri Aurobindo
L'aggettivo integrale è stato utilizzato in un contesto spirituale da Sri Aurobindo (1872-1950) a partire dal 1914 per descrivere i propri insegnamenti spirituali, ai quali si riferiva come Yoga Purna (Skt: "Yoga Pieno, Completo"). Il termine comparve in The Synthesis of Yoga [La sintesi dello yoga], un libro inizialmente pubblicato a puntate sulla rivista Arya, e da allora aggiornato più volte.
L'opera di Sri Aurobindo è stato descritta come Vedanta Integrale e Psicologia Integrale (termine coniato da Indra Sen), con l'inclusione di tutta la psicoterapia da esso derivata. I suoi scritti influenzarono altri studiosi che usavano il termine "integrale" in contesti più filosofici o psicologici.
Negli insegnamenti di Sri Aurobindo, lo yoga integrale si riferisce al processo di unione di tutte le parti del Sé con il Divino e alla metamorfosi di tutti gli elementi discordanti in uno stato armonico di coscienza ed esistenza divina.

Come descritto da Sri Aurobindo e dal suo alter ego The Mother [La Madre] (1878-1973), questo insegnamento spirituale implica una trasformazione divina integrale di tutto l'essere, piuttosto che la liberazione di singole facoltà quali l'intelletto o le emozioni o il corpo. Secondo Sri Aurobindo, 

Il Divino nella sua infinita essenza così come nella sua manifestazione è molteplicemente infinito. E se così è, non è possibile che la nostra perfezione integrale nell’essere e nella natura possa derivare da un solo tipo di realizzazione, deve essere la combinazione di molte componenti dell’esperienza divina. Non può essere raggiunta attraverso l’esclusiva ricerca di una singola sfera di identità portata al suo livello assoluto; deve armonizzarsi con molti aspetti dell’Infinito. Per la completa trasformazione della nostra natura è necessaria una esperienza multiforme e dinamica. — Sri Aurobindo, The Synthesis of Yoga [La Sintesi dello Yoga], p. 114. 
Le idee di Aurobindo sono state ulteriormente approfondite negli anni quaranta e cinquanta da Indra Sen (1903–1994), psicologo e seguace di Sri Aurobindo e de La Madre. Fu egli il primo a coniare il termine "Psicologia integrale" per descrivere le osservazioni psicologiche che aveva trovato negli scritti di Sri Aurobindo (che egli contrapponeva a quelli della Psicologia Occidentale) e a sviluppare i temi della “Cultura Integrale” e dell'"Uomo Integrale".
Tali Idee furono ulteriormente sviluppate da Haridas Chaudhuri (1913–1975), un filosofo e accademico bengalese che nel 1968 fondò il California Institute of Integral Studies [Istituto Californiano di Studi Integrali].

#### Jean Gebser
Il termine integrale venne anche utilizzato in maniera autonoma nel 1939 da un fenomenologo e studioso multidisciplinare svizzero, Jean Gebser (1905–1973), per descrivere le sue intuizioni sugli stadi evolutivi della coscienza umana. Gebser fu l’autore del testo The Ever-Present Origin [L’origine onnipresente], che descrive la storia umana come una serie di mutazioni della coscienza. Gebser scoprì solo in seguito le similitudini tra le sue idee e quelle di Sri Aurobindo e di Teilhard de Chardin. Nel suo libro 'L’origine onnipresente', Gebser fa una distinzione tra cinque livelli di coscienza: arcaica, magica, mitica, mentale e integrale. Scrisse in seguito che non era a conoscenza del fatto che Sri Aurobindo avesse utilizzato prima di lui il termine “integrale”, che in una certa misura coincide con la sua propria utilizzazione.

#### Georg Feuerstein
L’indologo tedesco Georg Feuerstein scrisse per la prima volta di Integralismo in Wholeness or Transcendence? Ancient Lessons for the Emerging Global Civilization [Interezza o trascendenza? Antiche lezioni per una nuova civiltà globale] (1992). Feuerstein usò questo termine riferendosi a un particolare atteggiamento verso la spiritualità che riteneva essere presente nelle tradizioni tantriche indiane. Feuerstein delineò tre principali tipologie di approcci alla vita nella spiritualità indiana: nivritti-marga (“via del ritorno” o "via della cessazione"), pravritti-marga (la “via dell’uscita” o "via dell’attività") e purna-marga (la via dell’integrità). La via del ritorno è il percorso tradizionale della rinuncia e dell’ascetismo praticato dai sannyasin allo scopo di staccarsi dal mondo materiale, mentre la via dell’attività è la ricerca del benessere. Feuerstein collega il percorso integrale alla filosofia indiana del non-dualismo e alla tradizione tantrica. Secondo Feuerstein il percorso integrale 
implica un cambiamento cognitivo totale tramite cui il mondo fenomenico viene reso limpido per mezzo di una saggezza di tipo superiore. Le cose non vengono più viste come nettamente separate le une dalle altre, come se fossero realtà chiuse e a sé stanti, ogni cosa viene vista, compresa e vissuta come un insieme. Tutte le differenze che possono esserci non sono altro che varianti o manifestazioni di (e all’interno di) uno stesso e unico Sé. 
Una visione del mondo integrale porta anche a una valutazione positiva del corpo, della sessualità, e all’antiascetismo. Perfino le esperienze negative del dolore e del disgusto sono viste come integrali per la nostra vita e il nostro mondo e non vengono pertanto respinte dall’approccio integrale, ma sapientemente utilizzate.

#### Collaborazione con Don Beck
Dopo aver scritto SES, Ken Wilber incominciò a collaborare con Don Beck, le cui “Dinamiche a spirale” mostrano forti correlazioni con il modello di Wilber.
In “Dinamiche a spirale”, Don Beck e Chris Cowan usano il termine integrale per indicare uno stadio di sviluppo sequenzialmente successivo a quello pluralistico. La caratteristica essenziale di questo stadio è che continua a mantenere i tratti multicomprensivi della mentalità pluralistica ma li estende anche a ciò che trascende la mentalità pluralistica in sé e per sé. Così facendo accoglie le idee di sviluppo e di gerarchia che la mentalità pluralistica fatica ad accettare. Tra le teorie di Beck e Cowan vi sono quelle del "primo ordine" e "secondo ordine", relative alle principali fasi di sviluppo dell’esistenza umana.

## Teoria integrale
| Upper-Left (UL) "Io" Interiore Individuale Intenzionale p.es. Sigmund Freud   | Upper-Right (UR) "Esso" Esteriore Individuale Comportamentale p.es. B.F. Skinner |
| Lower-Left (LL) "Noi" Interiore Collettivo Culturale p.es. Hans-Georg Gadamer | Lower-Right (LR) "Loro" Esteriore Collettivo Sociale p.es. Karl Marx             |

L’AQAL (All Quadrants All Levels-Tutti i quadranti, tutti i livelli) di Wilber (pronuncia "ah-qwul") è il framework di base della Teoria Integrale. Nello schema AQAL tutta la conoscenza e l’esperienza dell'uomo può essere sintetizzata in una griglia a quattro quadranti, lungo le assi di "interiore-esteriore" e "individuale-collettivo". Secondo Wilber, si tratta di uno degli approcci più esaustivi alla realtà, una metateoria che cerca di spiegare come le discipline accademiche e ogni forma di conoscenza ed esperienza possano integrarsi in maniera coerente. L’AQAL si basa su quattro concetti fondamentali e su una categoria “Altro”: quattro quadranti, vari livelli e linee di sviluppo, vari stati di coscienza e “tipi”, nozioni che non rientrano nelle quattro categorizzazioni. I "Livelli" sono gli stadi di sviluppo, dal prepersonale al personale fino al transpersonale. Le "Linee" sono le linee di sviluppo, vari domini evolutivi che possono procedere in maniera disomogenea lungo vari stadi. Gli "Stati" sono gli stati di coscienza; secondo Wilber gli individui possono arrivare all’esperienza finale di uno stadio di sviluppo superiore. I "Tipi" appartengono alla categoria “Altro”, relativa a quei fenomeni che non rientrano negli altri quattro concetti. Per Wilber una sintesi completa del “Kosmos” non può prescindere da nessuna di queste cinque categorie e solo questo tipo di sintesi può a buon diritto essere definita “integrale”. Nel saggio "Excerpt C: The Ways We Are in This Together [Estratto C: i modi in cui stiamo insieme in (tutto) questo]”, Wilber descrive l’AQAL come "una proposta di architettura del Kosmos".
All’apice di questo modello vi è la consapevolezza informe/passiva, "la semplice sensazione di esistere" che, in diverse tradizioni orientali, rientra nel novero dei “massimi” raggiungimenti possibili. Questa consapevolezza informe/passiva trascende il mondo fenomenico, che in definitiva è solo la manifestazione di una realtà trascendentale. Secondo Wilber le categorie AQAL — quadranti, linee, livelli, stati e tipi – descrivono la verità relativa della dottrina delle due verità del Buddismo. Secondo lo studioso, nessuna delle due è vera in senso assoluto: solo la consapevolezza senza forma/passiva "la semplice sensazione di esistere", esiste in senso assoluto.

### Livelli o stadi
Wilber distingue vari stadi strutturali di sviluppo, attingendo a diverse teorie di psicologia dello sviluppo a stadi strutturali. Questi stadi possono essere suddivisi in prepersonali (motivazioni subconscie), personali (processi mentali consci) e transpersonali (strutture integrative e mistiche).
Tutte queste dimensioni mentali sono considerate complementari e valide, più che reciprocamente uniche. Wilber mette sullo stesso piano lo sviluppo psicologico e culturale con la natura gerarchica della materia in sé.
| Wilber         | Wilber                             | Aurobindo           | Aurobindo           | Aurobindo            | Aurobindo                   | Aurobindo                  | Aurobindo                           | Gebser             | Piaget                   | Fowler                    | Età       |
| -------------- | ---------------------------------- | ------------------- | ------------------- | -------------------- | --------------------------- | -------------------------- | ----------------------------------- | ------------------ | ------------------------ | ------------------------- | --------- |
| Wilber         | Wilber                             | Livelli dell'Essere | Livelli dell'Essere | Livelli dell'Essere  | Livelli dell'Essere         | Livelli dell'Essere        | Sviluppo                            | Gebser             | Piaget                   | Fowler                    | Età       |
| Wilber         | Wilber                             | Complessivo         | Essere Esterno      | Essere Esterno       | Essere Interno              | Essere Psichico            | Sviluppo                            | Gebser             | Piaget                   | Fowler                    | Età       |
| -              | -                                  | Supermente          | Supermente          | Supermente           | Supermente                  | Supermente                 | Uomo Gnostico                       | -                  | -                        | 6. Universalizzante       | 45+ anni? |
| Transpersonale | Nonduale                           | Supermente          | Supermente          | Supermente           | Supermente                  | Supermente                 | Sovra-mentalizzazione               | Integrale          | Formale-operativo        | 5. Congiuntivo            | 35+?      |
| Transpersonale | Causale                            | Mente               |                     | Sovramente           | Sovramente                  | Sovramente                 | Psichizzazione and Spiritualisation | Integrale          | Formale-operativo        | 5. Congiuntivo            | 35+?      |
| Transpersonale | Intuizione                         | Mente               | Sottile             | Sottile              | Sottile                     |                            | Psichizzazione and Spiritualisation | Integrale          | Formale-operativo        | 5. Congiuntivo            | 35+?      |
| Transpersonale | Psichico                           | Mente               | Mente Illuminata    | Mente Illuminata     | Mente Illuminata            |                            | Psichizzazione and Spiritualisation | Integrale          | Formale-operativo        | 5. Congiuntivo            | 35+?      |
| Personale      | Centauro (Visione-logica)          | Mente               | Higher Mind         | Higher Mind          | Higher Mind                 |                            | Psichizzazione and Spiritualisation | Integrale          | Formale-operativo        | 5. Congiuntivo            | 35+?      |
| Personale      | Formale-riflessivo                 | Mente               | Mente Subconsciente | Mente vera e propria | Mente (interna) subliminale |                            | Evoluzione                          | Razionale          | Formale-operativo        | 4. Individuale-riflessivo | 21+ anni? |
| Personale      | Formale-riflessivo                 | Mente               | Mente Subconsciente | Mente vera e propria | Mente (interna) subliminale | 3. Conventional- sintetico | Evoluzione                          | Razionale          | Formale-operativo        | 12+ anni                  |           |
| Personale      | Regola/ruolo mente                 | Mente               | Mente Subconsciente | Mente vera e propria | Mente (interna) subliminale | Mytico-razionale           | Evoluzione                          | Concreto operativo | 2. Mitico- letterario    | 7–12 anni                 |           |
| Pre-personale  | Rappresentazione- mentale          | Mente               | Mente Subconsciente | Mente vera e propria | Mente (interna) subliminale | Mitico                     | Evoluzione                          | Pre-operativo      | 1. Intuitivo- proiettivo | 2–7 anni                  |           |
| Pre-personale  | Fantasmatico-emotivo               | Vitale              | Subconsc. Vitale    | Vitale               | Subl. (inner) Vitale        | Magico                     | Evoluzione                          | Sensori-motorio    | 0. Fede indifferenziata  | 0–2 anni                  |           |
| Pre-personale  | Sensorio-fisico                    | Fisico              | Subconsc. Fisico    | Fisico               | Subl. (interno) Fisico      | Arcaico                    | Evoluzione                          | Sensori-motorio    | 0. Fede indifferenziata  | 0–2 anni                  |           |
| Pre-personale  | Matrice indifferenziata o primaria | Inconscio           | Inconscio           | Inconscio            | Inconscio                   | Inconscio                  | Inconscio                           | Sensori-motorio    | 0. Fede indifferenziata  | 0–2 anni                  |           |

### Linee, onde, o intelligenze
Secondo Wilber, possiamo distinguere tra varie sfere o linee di sviluppo, o intelligenze. Tra queste troviamo lo sviluppo cognitivo, etico, estetico, spirituale, cinestesico, spaziale, logico-matematico, karmico, ecc. Per esempio una persona potrebbe avere un alto grado di sviluppo cognitivo (cerebralmente intelligente) senza possedere un pari sviluppo a livello morale (come nel caso dei dottori nazisti).

### Stati
Gli stati sono stati di coscienza provvisori, come il risveglio, il sogno, il sonno, le sensazioni corporee, e stati indotti da stupefacenti o dalla meditazione. Alcuni stati sono interpretati come indizi di stadi di sviluppo superiori. La formulazione di Wilber è la seguente: "Gli stati sono liberi ma le strutture te le devi guadagnare." Ogni individuo deve costruire o guadagnarsi una certa struttura; non si arriva alle esperienze di vetta senza essersele guadagnate. Quelle che possiamo considerare esperienze di vetta, comunque, sono stati di libertà più alti all’interno dello stadio cui un individuo è abituato, per cui questi stati più profondi o più alti possono essere vissuti a tutti i livelli.

### Tipi
Si tratta di teorie e modelli che non rientrano nelle altre categorizzazioni di Wilber. Tra i numerosissimi tipi esistenti il maschile/femminile, le nove categorie dell’Enneagramma, gli archetipi e le tipologie di Jung, sono tutti tipi ritenuti validi nello schema di Wilber. Wilber inserisce i tipi nel suo modello per indicare che sono qualcosa di diverso dalle suddivisioni già citate: quadranti, linee, stadi e stati.

### Approcci diversi
Bonnitta Roy ha sviluppato un "Modello a processo" della teoria integrale, mettendo insieme la filosofia del processo occidentale, i principi dello Dzogchen e la teoria di Wilber. Fa un distinguo tra il concetto di prospettiva di Wilber e il concetto di visione dello Dzogchen, sostenendo che la visione di Wilber si colloca all’interno di una struttura o impalcatura strutturale che la limita, al contrario dell’intento dello Dzogchen di arrivare a una visione pienamente cosciente.
Wendelin Küpers, uno studioso e fenomenologo tedesco, ha suggerito che una “pratica feno-integrale” basata su alcuni dei principi enunciati da Maurice Merleau-Ponty può fornire le basi di una “adeguata fenomenologia”, molto utile nella ricerca integrale. L’intendimento del tipo di approccio da lui proposto è di attuare una strategia più inclusiva e coerente di quella della fenomenologia classica, che preveda anche procedure e tecniche dette epochè [“sospensione del giudizio”], bracketing [“messa tra parentesi; riduzione fenomenologica"], riduzione e libera variazione.
Sean Esbjörn-Hargens ha proposto un nuovo approccio ai cambiamenti climatici chiamato Pluralismo Integrale, che si basa sulle più recenti teorie di Wilber ma ponendo l’accento su elementi quali il Pluralismo Ontologico che sono poco considerati, quando non addirittura assenti, negli scritti di Wilber.

## Figure contemporanee
Alcuni personaggi legati a Ken Wilber affermano che esista quello che viene genericamente definito un “movimento Integrale”. Altri, invece, non sono d’accordo. Che si tratti o no di un movimento, è innegabile che ci sono, sia negli USA sia nel resto del mondo, un buon numero di organizzazioni religiose, think tank, conferenze, seminari e pubblicazioni che utilizzano il termine integrale.
Secondo John Bothwell e David Geier, tra i pensatori leader del movimento integrale ci sono Stanislav Grof, Fred Kofman, George Leonard, Michael Murphy, Jenny Wade, Roger Walsh, Ken Wilber e Michael E. Zimmerman. L’accademico australiano Alex Burns cita tra i teorici integrali Jean Gebser, Clare W. Graves, Jane Loevinger e Ken Wilber. Nel 2007, Steve McIntosh ha indicato in Henri Bergson e Teilhard de Chardin due precursori del pensiero integrale di Wilber. Mentre nello stesso anno gli editori di What Is Enlightenment? [Cos’è l’Illuminazione?] hanno elencato come integralisti contemporanei Don Beck, Allan Combs, Robert Godwin, Sally Goerner, George Leonard, Michael Murphy, William Irwin Thompson e Wilber.
Gary Hampson ritiene che esistano sei scuole di pensiero interconnesse originate dall’idea di Integrale, derivanti da coloro che per primi hanno usato questo termine, e sono quelle che si rifanno a Aurobindo, Gebser, Wilber, Gangadean, László e Steiner.

## Applicazioni
Michael E. Zimmerman e Sean Esbjörn-Hargens hanno applicato la teoria integrale di Wilber ai loro studi e ricerche sull’ambiente definendoli "ecologia integrale".
La "leadership Integrale" è definita come uno stile di leadership che cerca di coniugare tutti gli stili di leadership esistenti. Don Beck, Lawrence Chickering, Jack Crittenden, David Sprecher, e Ken Wilber hanno applicato il modello AQAL a problematiche di filosofia politica e interpretazioni dei modi di governare chiamandoli “politiche integrali”. Sen ha chiamato la psicologia Yoga di Sri Aurobindo “psicologia integrale”. Per Wilber la psicologia integrale è la psicologia inclusiva od olistica (che considera e integra più interpretazioni e metodologie), piuttosto che quella esclusiva o riduttiva. Marilyn Hamilton ha usato il termine “città integrale” per descrivere la città come un sistema umano vivente, utilizzando una visuale integrale. La Integral Life Practice (ILP) (Pratica Integrale di Vita) applica il modello integrale di Ken Wilber attraverso nove moduli di esercizi quotidiani da seguire. Esempi di pratiche integrali non associate alle teorie di Wilber e derivanti da altre metodologie sono la Integral Transformative Practice (ITP) (Pratica Integrale di Trasformazione), l’Integrazione Olistica, e l’Integral Lifework (Il “lavoro di una vita” integrale).

## Accoglienza presso le istituzioni accademiche classiche/tradizionali
La Teoria Integrale è largamente ignorata dalle istituzioni accademiche mainstream ed è stata fortemente contrastata da molti critici. Il ricercatore indipendente Frank Visser sostiene che ci sia una relazione problematica tra Wilber e il mondo accademico per diverse ragioni, tra cui quella del “dibattito autoreferenziale” perché Wilber tende ad autodefinire le sue come teorie di avanguardia nel mondo della scienza. Visser ha stilato un elenco della critica alla Teoria Integrale di Wilber reperibile sul web e ha elaborato un quadro di insieme delle obiezioni sollevate. Un altro dei critici di Wilber, il ricercatore indipendente Andrew P. Smith, osserva che gran parte dell’opera di Wilber non è stata pubblicata da nessuna delle case editrici universitarie, fattore che induce alcuni accademici a non prendere seriamente le sue idee. Anche l’incapacità di Wilber di controbattere alle critiche alla Teoria Integrale si dice che abbia contribuito a creare un’accoglienza piuttosto fredda in certi ambienti.
Forman e Esbjörn-Hargens hanno in parte replicato alle critiche riguardanti la valenza accademica degli studi integrali sostenendo che la distanza tra la Teoria Integrale e la posizione accademica è accentuata da quei critici che mancano a loro volta di riconoscimenti e prestigio accademico. Hanno anche detto che i partecipanti alla prima conferenza sulla Teoria Integrale del 2008 vantavano importanti riconoscimenti accademici e hanno portato ad esempio i programmi di alcune università alternative come la John F. Kennedy University o la Fielding Graduate University, come indicatori di un interesse al tema che sta emergendo.
L'Integral Institute pubblica il Journal of Integral Theory and Practice, e SUNY Press ha pubblicato nove libri nella "serie SUNY in Integral Theory".

## Critica
Il sistema AQAL è stato criticato per non aver preso in considerazione la mancanza di sostanziali trasformazioni nella struttura biologica del cervello umano dopo la comparsa della complex neocortex [neocorteccia complessa] nell'arco di tutta l'evoluzione culturale e storica marcata dagli artefatti prodotti dall’uomo. In altre parole, se l'impressionante accelerazione evolutiva dovuta a tali artefatti non causa mutazioni nella neocorteccia, è sufficiente una differente più intensa e complessa rete di connessioni cerebrali a sostenere una sostanziale e visibile evoluzione umana rivolta "all'esterno", che crea i propri artefatti, modificandoli, interagendo con essi e con essi intervenendo sulla natura. La questione pone problemi per tutta la costruzione concettuale olonica di Wilber, specialmente in merito al quadrante inferiore destro della mappa AQAL.